# Pseudeminia
Genre
Pseudeminia est un genre de plantes à fleurs dicotylédones de la famille des Fabaceae, sous-famille des Faboideae, originaire d'Afrique, qui comprend quatre espèces acceptées.

## Liste d'espèces
Selon The Plant List (21 novembre 2018) :
- Pseudeminia benguellensis (Torre) Verdc.
- Pseudeminia comosa (Baker) Verdc.
- Pseudeminia mendoncae (Torre) Verdc.
- Pseudeminia muxiria (Baker) Verdc.